# Alesha Dixon
Pour les articles homonymes, voir Dixon.
Alesha Anjanette Dixon est un mannequin, une danseuse et chanteuse de R&B britannique, née le 7 octobre 1978 à Welwyn Garden City (Hertfordshire). Elle a fait partie du groupe Mis-Teeq avant d'entamer une carrière solo en 2006 avec l'album Fired Up, qui n'est néanmoins sorti qu'au Japon, sous le pseudonyme d'Alesha. 
Elle a par ailleurs participé, comme candidate, à l'émission britannique Strictly Come Dancing, qu'elle a remporté, avec son partenaire Matthew Cutler. 
En 2008, le titre The Boy Does Nothing, extrait de l'album The Alesha Show, est resté plus de 3 mois dans le Top 20 en Angleterre, où il a grimpé jusqu'à la 5e position. En France, le single se classe 2e la semaine de sa sortie,, avec 4 903 copies écoulées. Le deuxième single est Breathe Slow. Il connaît un réel succès au Royaume-Uni, où il se classe 3e du UK Singles Chart. Néanmoins, il n'a pas été commercialisé dans d'autres pays, excepté en Irlande, en Italie, en Pologne et en Bulgarie. Le 3e single est Let's Get Excited. Fin 2009, Alesha Dixon sort une réédition de son album The Alesha Show, dont le single To Love Again est issu.
Elle a vendu 325 000 albums et 820 000 singles, soit un total de 1 145 000 disques. 
En mai 2023, elle est co-présentatrice du Concours Eurovision de la chanson qui se déroule à Liverpool au Royaume-Uni, en compagnie de Hannah Waddingham, Julia Sanina et Graham Norton.

## Biographie
Alesha Dixon, née le 7 octobre 1978 à Welwyn Garden City, au Royaume-Uni, d'une mère anglaise et d'un père jamaïcain, est la 5e d'une fratrie de 7 enfants. 

## Carrière musicale
Alesha Dixon commence sa carrière musicale en 1999, à partir du moment où elle rencontre Sabrina Washington, à la Dance Attic, une académie de danse hip-hop et jazz. Toutes deux forment alors un duo et enregistrent la chanson Inspiration. Puis un troisième membre se joint au groupe : Su-Elise Nash, rencontrée lors d'une audition. Un nouveau trio est né : Mis-Teeq. 
Leur premier single, Why ?, se hisse à la huitième place des charts britanniques. Le trio sort dans la foulée un nouveau titre, All I want, qui atteint cette fois-ci la deuxième place des charts au Royaume-Uni. 
En mars 2005, le groupe se sépare à la suite de leur compilation Greatest hits. Alesha se lance, l'année suivante, dans une carrière solo . 

### Les débuts en solo (2006)
Après avoir signé un contrat de 500 000 £ avec Polydor Records, Alesha Dixon passe un an à composer et enregistrer son 1er album, Fired Up. Ont contribué à cet album de nombreux artistes, notamment Xenomania, Johnny Douglas ou bien encore Estelle.
En juin 2006, Alesha annonce que le 1er single de cet album sera Superficial. Mais c'est finalement la chanson Lipstick qui est choisie à la dernière minute, à la suite de la publication illégale sur le Web de Superficial. Lipstick sort au Royaume-Uni le 14 août et se classe 14e du UK Singles Chart. Le second single issu de l'album est Knockdown. Il sort le 30 octobre, 2 mois et demi après Lipstick. Cependant, Knockdown connaît un succès beaucoup plus modéré que le premier single, et ne se classe que 45e du UK Singles Chart, avec quand même la 25e du UK Download Chart (classement des titres les plus téléchargés). Winner of series five in 2007.

### The Alesha Show(2008-2009)

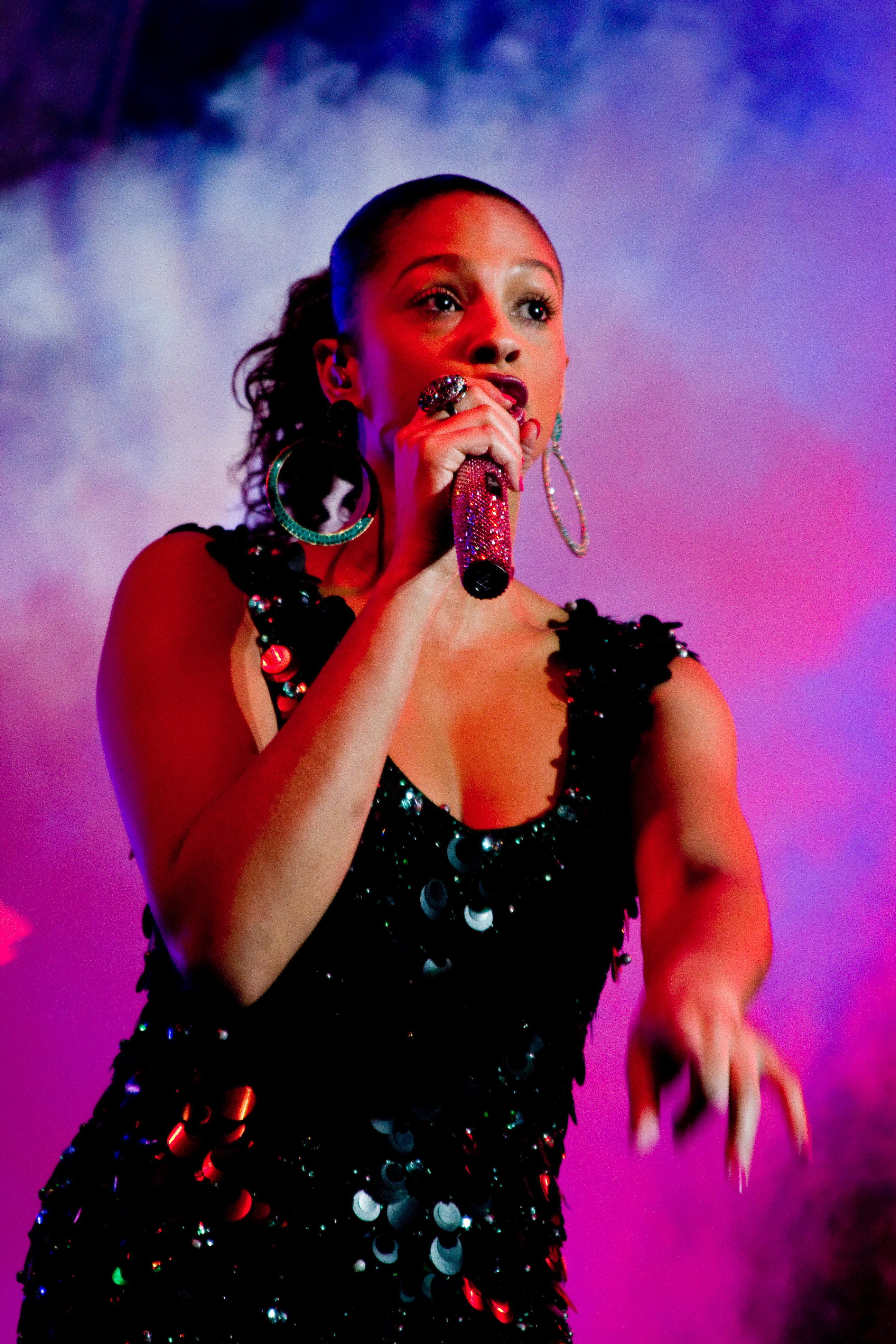
Alesha Dixon en concert le 6 novembre 2008 à Leeds, en Angleterre.

En 2008, Alesha Dixon signe un contrat avec la maison de disques Asylum Records. Elle sort ainsi son 2e album solo, The Alesha Show, le 21 novembre 2008 en Irlande et le 24 novembre au Royaume-Uni. Le 1er single issu de cet album est The Boy Does Nothing. Il devient son 1er single solo à se classer dans le top 10 anglais, en décrochant la 5e place. C'est également le seul single d'Alesha à être sorti dans plus de 10 pays différents et, par conséquent, le plus connu. Le second single est Breathe Slow, qui se classe 3e au Royaume-Uni, mais ne sort que dans peu d'autres pays avec un succès très mitigé (ex : 37e en Italie). Alesha a ensuite assuré la 1re partie de certains concerts de Enrique Iglesias, lors de sa tournée européenne, notamment lors de son passage en Angleterre et en France. C'est alors qu'a été annoncée la tournée The Alesha Show, dans tout le Royaume-Uni. Alesha la débutera le 20 octobre 2009, lors d'un concert à Nottingham. Enfin, Alesha Dixon sort un 3e single, Let's Get Excited, qui se classe 13e au Royaume-Uni et 36e en Irlande.
Fin 2009, Alesha sort une réédition de son album The Alesha Show : il s'agit de The Alesha Show - Encore. Le premier single issu de cette réédition est To Love Again. Il se classe 15e au Royaume-Uni la semaine suivant sa sortie.

### The Entertainer(depuis 2010)
Fin juin 2010, Alesha annonce la sortie de son troisième album studio, porté par un premier single : Drummer Boy.

### Britain's Got Talent
Depuis 2012, elle fait partie des membres du jury de Britain's Got Talent, aux côtés de Simon Cowell, David Walliams et Amanda Holden.

## Discographie
- 2006 : Fired Up
- 2008 : The Alesha Show
- 2010 : The Entertainer
- 2015 : Do it for Love

## Vie privée
En 2005, après cinq ans d'amour, Alesha épouse le chanteur MC Harvey (de son vrai nom, Michael Harvey Jr.). Mais en novembre 2006, MC Harvey est surpris dans les bras de Javine, une autre chanteuse britannique, jusqu'ici amie d'Alesha. Alesha Dixon et MC Harvey divorcent à peine un an après leur union.
Le 1er octobre 2013, elle met au monde son premier enfant, une fille prénommée Azura Sienna. 
Le 20 août 2019, elle donne naissance à sa deuxième fille, prénommée Anaya Safiya.